# Loretto (Minnesota)
Loretto és una població dels Estats Units a l'estat de Minnesota. Segons el cens del 2000 tenia 570 habitants.

## Demografia
Segons el cens del 2000, Loretto tenia 570 habitants, 225 habitatges, i 146 famílies. La densitat de població era de 758,9 habitants per km².
Per edats la població es repartia de la següent manera: un 29,3% tenia menys de 18 anys, un 7,5% entre 18 i 24, un 33,7% entre 25 i 44, un 18,8% de 45 a 60 i un 10,7% 65 anys o més.
L'edat mediana era de 35 anys. Per cada 100 dones de 18 o més anys hi havia 102,5 homes.
La renda mediana per habitatge era de 54.375$ i la renda mediana per família de 71.944$. Els homes tenien una renda mediana de 50.208$ mentre que les dones 32.321$. La renda per capita de la població era de 27.443$. Entorn del 0,7% de les famílies i l'1,6% de la població estaven per davall del llindar de pobresa.

## Poblacions més properes
El següent diagrama mostra les poblacions més properes.